# Доброивановка
Доброивановка — село Грайворонского района Белгородской области, центр Доброивановского сельского поселения.

## География
Село находится в западной части Белгородской области, на правом берегу реки Ворсклы, выше по её руслу от районного центра, города Грайворона (в 4,8 км к северо-востоку по прямой).

## История

### Происхождение названия
Поселение возникло во второй половине XVII века на реке Ворскле по соседству с уже существующим (с 1642 года) хутором под названием Тополи. Предположительно основателем Доброивановки стал некий Иван, имевший добродушный характер и носивший прозвище «добрый».

### Исторический очерк
Поселение возникло благодаря Белгородской засечной черте.
В 1800-е годы в Головчанской волости в документах встречается село Добро-Ивановка, которое входило сначала в Хотмыжский уезд, а с 1838 года – в Грайворонский.
До реформы 1861 года крестьяне селения были поделены меж трёх владельцев – Степанов, Кривской и Сафонов.
После Октябрьской революции земли помещиков были конфискованы. В селе были организованы колхозы «Красная волна», «День урожая» и «Ударник».
С июля 1928 года деревня Добро-Ивановка — центр Добро-Ивановского сельского Совета (3 деревни) в Грайворонском районе.
В 1950-е годы в Добро-Ивановском сельсовете Грайворонского района — 3 села и хутор.
В 1950 году было проведено укрепление колхозов: колхозы «Красная волна», «День урожая» и «Ударник» были объединены в один колхоз «Путь к коммунизму».
В 1960 году в селе появилось электричество.
В 1966 году колхоз «Путь к коммунизму» был переименован в колхоз «Коминтерн».
После декабря 1962 года село вместе со всем Грайворонским районом передано в состав Борисовского района.
В 1970-е годы село Доброивановка по-прежнему центр сельсовета (3 села, хутор) в Борисовском районе.
С октября 1989 года Доброивановка — центр Доброивановского сельсовета (3 села, хутор) в Грайворонском районе.
В 1997 году село Доброивановка — центр Доброивановского сельского округа (3 села, хутор) в Грайворонском районе.

## Население
X ревизия 1857-1859 годов переписала в деревне Добрая-Ивановка 110 душ мужского пола.
По переписи 1884 года: Грайворонского уезда Головчанской волости деревня Добрая-Ивановка — «крестьяне собств.»: «быв. Степанова» — 25 дворов (22 избы), 130 человек (69 муж., 61 жен.), грамотных 3 муж.; «быв. Кривскаго» — 15 дворов (15 изб), 60 человек (30 муж., 30 жен.), грамотных нет; «быв. Сафонова» — 44 двора (44 избы), 223 человека (118 муж., 105 жен.), грамотных нет.
К 1890 году в деревне Доброй-Ивановке Головчанской волости — 378 жителей (190 мужчин, 188 женщин).
В 1932 году в Добро-Ивановке 569 жителей.
На 17 января 1979 года в селе 480 жителей, на 12 января 1989 года — 325 (126 мужчин, 199 женщин).
В 1997 году в селе Доброивановке насчитывались 153 домовладения, 321 житель.
| 2002 | 2010 |
| ---- | ---- |
| 138  | ↘136 |